# Riserva naturale di Fondo Toce
La riserva naturale speciale di Fondo Toce è un'area naturale protetta situata sul versante nord-occidentale del Lago Maggiore nel comune di Verbania, in Piemonte. La riserva è stata istituita dalla regione Piemonte con legge regionale del 1990.
Dal 2018  è compresa nel territorio riconosciuto dall'UNESCO come Riserva della Biosfera Ticino Val Grande Verbano ed è entrata a far parte della Rete mondiale di riserve della biosfera.

## Territorio
La riserva si estende su di una superficie di circa 360,90 ettari lungo la riva piemontese del Lago Maggiore, sul tratto terminale del fiume Toce e dell'omonima piana alluvionale. Insieme a quelli di Dormelletto, i canneti di Fondotoce rappresentano uno degli ultimi esempi, nel Piemonte orientale, di zona umida di transizione tra terra e acqua a prevalente vegetazione spontanea, costituita da canneti di cannuccia di palude. Confina a nord con il Parco nazionale della Val Grande.

## Accesso
Per favorire l'avvicinamento dei visitatori è stato creato un facile sentiero pianeggiante, percorribile in circa un'ora .

## Flora
Nella riserva il protagonista è il canneto di cannuccia di palude, tra i più estesi  Lago Maggiore. Questi canneti sono formati da una pianta alta anche 3-4 metri costituita da un fusto rigido ricoperto di foglioline e culminante con un'inflorescenza denominata pannocchia. L'importante ruolo ricoperto da tale tipo di pianta lacustre è da ascriversi alla sua funzione di filtro delle acque del lago: regimazione delle acque, depurazione e assorbimento equilibrato delle sostanze, anche nocive, introdotte nell'acqua.
A livello di flora, ad oggi sono state censite circa 240 specie: varie tipologie di salice, due rare felci rintracciabili esclusivamente nelle zone umide, e una ricca vegetazione acquatica nella quale si può annoverare la rara castagna d'acqua.

## Fauna
Questo luogo, grazie al ruolo svolto dai canneti, è caratterizzato da un alto grado di biodiversità ed è frequentato da diverse specie di animali: rettili, anfibi, mammiferi e insetti. Un ambiente ideale per la riproduzione di varie specie ittiche (lucci, carpe ecc.) e ornitologiche. Molti uccelli, infatti, vengono in questa area per nidificare; altri sostano durante la migrazione; mentre altri ancora vi stazionano tutto l'anno. Sono state censite più di 120 specie differenti. Vi sono quelli acquatici (svassi, cigni, folaghe), che vengono qui a nidificare, e quelli migranti, come le rondini, che qui possono riposare e rifocillarsi.
Proprio qui ha sede anche il Centro studi sulle migrazioni di Fondotoce di importanza europea.

## Aree collegate
Il territorio è gestito dall'Ente di gestione delle aree protette del Ticino e del Lago Maggiore ed è protetto insieme al parco naturale della Valle del Ticino, al parco naturale dei Lagoni di Mercurago, alla riserva naturale speciale dei Canneti di Dormelletto e alla riserva naturale orientata di Bosco Solivo.